# Country-Musik 1992
Die Seite Country-Musik 1992 behandelt das Jahr 1992 aus Sicht der Country-Musik.

## Ereignisse
- Januar: Die 24. Staffel von Hee Haw wird ein gigantischer Flop. Die modernisierte Version der altbackenen Traditionsshow, die von 1969 ausgestrahlt wurde, kam beim Publikum nicht an. Am 27. Dezember wird die letzte Folge ausgestrahlt, anschließend wurde die Show eingestellt.

- 27. Juni: Hank Williams Jr. trat im angetrunkenen Zustand in Bonner Springs, Kansas auf, beleidigte das Publikum und beendete seinen Auftritt nach 20 Minuten. Später entschuldigte er sich öffentlich.[1]
- 28. August: … aber nicht mit meiner Braut – Honeymoon in Vegas kommt in die Kinos. Der Soundtrack enthält zahlreiche Country-Songs.[2]
- 23. Oktober: Der Film Pure Country mit George Strait in der Hauptrolle kommt in die Kinos.[3]

## Top Hits des Jahres

### Jahresendcharts
Dies ist die Top 10 der Year-End-Charts, die vom Billboard-Magazin erhoben wurde.
1. I Saw the Light – Wynonna
2. Achy Breaky Heart – Billy Ray Cyrus
3. Is There a Life Out There – Reba McEntire
4. What She’s Doing Now – Garth Brooks
5. We Tell Ourselves – Clint Black
6. Dallas – Alan Jackson
7. I Still Believe in You – Vince Gill
8. Some Girls Do – Sawyer Brown

### Nummer-eins-Hits
- 4. Januar – Love, Me – Collin Raye
- 25. Januar – Sticks and Stones – Tracy Lawrence
- 1. Februar – A Jukebox With a Country Song – Doug Stone
- 15. Februar – What She's Doing Now – Garth Brooks
- 14. März – Straight Tequila Night – John Anderson
- 21. März – Dallas – Alan Jackson
- 28. März – Is There Life Out There – Reba McEntire
- 11. April – She is His Only Need – Wynonna
- 18. April – There Ain't Nothing Wrong With the Radio – Aaron Tippin
- 9. Mai – Neon Moon – Brooks & Dunn
- 23. Mai – Some Girls Do – Sawyer Brown
- 30. Mai – Achy Breaky Heart – Billy Ray Cyrus
- 4. Juli – I Saw the Light – Wynonna
- 25. Juli – The River – Garth Brooks
- 1. August – Boot Scootin' Boogie – Brooks & Dunn
- 29. August – I'll Think of Something – Mark Chesnutt
- 5. September – I Still Believe in You – Vince Gill
- 19. September – Love's Got a Hold on You – Alan Jackson
- 3. Oktober – In This Life – Collin Raye
- 17. Oktober – If I Didn't Have You – Randy Travis
- 24. Oktober – No One Else on Earth – Wynonna
- 21. November – I'm in a Hurry (And Don't Know Why) – Alabama
- 5. Dezember – I Cross My Heart – George Strait
- 19. Dezember – She's Got the Rhythm (And I Got the Blues) – Alan Jackson
- 26. Dezember – Don't Let Our Love Start Slippin' Away – Vince Gill

### Weitere Hits
Die Auswahl beschränkt sich auf Songs, die in den Country-Billboard-Charts in die Top 20 gekommen sind.
| US | Single                                            | Künstler                              |
| -- | ------------------------------------------------- | ------------------------------------- |
| 9  | Aces                                              | Suzy Bogguss                          |
| 13 | After the Lights Go Out                           | Ricky Van Shelton                     |
| 11 | All Is Fair in Love and War                       | Ronnie Milsap                         |
| 2  | Backroads                                         | Ricky Van Shelton                     |
| 2  | Better Class of Losers                            | Randy Travis                          |
| 4  | Billy the Kid                                     | Billy Dean                            |
| 2  | Born Country                                      | Alabama                               |
| 10 | Broken Promise Land                               | Mark Chesnutt                         |
| 4  | Bubba Shot the Jukebox                            | Mark Chesnutt                         |
| 7  | Burn Me Down                                      | Marty Stuart                          |
| 4  | Burn One Down                                     | Clint Black                           |
| 3  | Cadillac Style                                    | Sammy Kershaw                         |
| 5  | Cafe on the Corner                                | Sawyer Brown                          |
| 3  | Come In Out of the Pain                           | Doug Stone                            |
| 2  | Could've Been Me                                  | Billy Ray Cyrus                       |
| 12 | Don't Go Near the Water                           | Sammy Kershaw                         |
| 3  | The Dirt Road                                     | Sawyer Brown                          |
| 5  | Even the Man in the Moon Is Cryin‘                | Mark Collie                           |
| 2  | Every Second                                      | Collin Raye                           |
| 4  | Except for Monday                                 | Lorrie Morgan                         |
| 13 | First Time for Everything                         | Little Texas                          |
| 16 | Five O'Clock World                                | Hal Ketchum                           |
| 5  | Going Out of My Mind                              | McBride & the Ride                    |
| 14 | Going Out Tonight                                 | Mary Chapin Carpenter                 |
| 5  | Gone as a Girl Can Get                            | George Strait                         |
| 3  | The Greatest Man I Never Knew                     | Reba McEntire                         |
| 18 | The Heart That You Own                            | Dwight Yoakam                         |
| 4  | I Feel Lucky                                      | Mary Chapin Carpenter                 |
| 13 | I Know Where Love Lives                           | Hal Ketchum                           |
| 5  | I Wouldn't Have It Any Other Way                  | Aaron Tippin                          |
| 20 | I'd Surrender All                                 | Randy Travis                          |
| 3  | If There Hadn't Been You                          | Billy Dean                            |
| 11 | If You Want to Find Love                          | Kenny Rogers                          |
| 4  | If Your Heart Ain't Busy Tonight                  | Tanya Tucker                          |
| 5  | Is It Cold in Here                                | Joe Diffie                            |
| 7  | It Only Hurts When I Cry                          | Dwight Yoakam                         |
| 13 | Jealous Bone                                      | Patty Loveless                        |
| 4  | Jesus and Mama                                    | Confederate Railroad                  |
| 10 | Just Call Me Lonesome                             | Radney Foster                         |
| 6  | Leave Him Out of This                             | Steve Wariner                         |
| 6  | Letting Go                                        | Suzy Bogguss                          |
| 11 | Lonesome Standard Time                            | Kathy Mattea                          |
| 10 | A Long Time Ago                                   | The Remingtons                        |
| 4  | Look at Us                                        | Vince Gill                            |
| 5  | Lord Have Mercy on the Working Man                | Travis Tritt                          |
| 6  | Lost and Found                                    | Brooks & Dunn                         |
| 10 | Lovin' All Night                                  | Rodney Crowell                        |
| 9  | Mama Don't Forget to Pray for Me                  | Diamond Rio                           |
| 3  | Maybe It Was Memphis                              | Pam Tillis                            |
| 3  | Midnight in Montgomery                            | Alan Jackson                          |
| 16 | Next Thing Smokin‘                                | Joe Diffie                            |
| 12 | The Night the Lights Went Out in Georgia          | Reba McEntire                         |
| 2  | Norma Jean Riley                                  | Diamond Rio                           |
| 15 | Not Too Much to Ask                               | Mary Chapin Carpenter with Joe Diffie |
| 4  | Nothing Short of Dying                            | Travis Tritt                          |
| 18 | Now That's Country                                | Marty Stuart                          |
| 7  | Nowhere Bound                                     | Diamond Rio                           |
| 5  | Old Flames Have New Names                         | Mark Chesnutt                         |
| 4  | Only the Wind                                     | Billy Dean                            |
| 9  | Outbound Plane                                    | Suzy Bogguss                          |
| 3  | Papa Loved Mama                                   | Garth Brooks                          |
| 2  | Past the Point of Rescue                          | Hal Ketchum                           |
| 2  | Rock My Baby                                      | Shenandoah                            |
| 4  | Runnin' Behind                                    | Tracy Lawrence                        |
| 2  | Sacred Ground                                     | McBride & the Ride                    |
| 12 | Same Ol' Love                                     | Ricky Skaggs                          |
| 2  | Seminole Wind                                     | John Anderson                         |
| 3  | Shake the Sugar Tree                              | Pam Tillis                            |
| 5  | Ships That Don't Come In                          | Joe Diffie                            |
| 3  | So Much Like My Dad                               | George Strait                         |
| 3  | Some Kind of Trouble                              | Tanya Tucker                          |
| 15 | Somebody's Doin' Me Right                         | Keith Whitley                         |
| 14 | Something in Red                                  | Lorrie Morgan                         |
| 2  | Take a Little Trip                                | Alabama                               |
| 2  | Take Your Memory with You                         | Vince Gill                            |
| 8  | That's What I Like About You                      | Trisha Yearwood                       |
| 7  | This One's Gonna Hurt You (For a Long, Long Time) | Marty Stuart & Travis Tritt           |
| 3  | The Tips of My Fingers                            | Steve Wariner                         |
| 3  | Today's Lonely Fool                               | Tracy Lawrence                        |
| 4  | Turn That Radio On                                | Ronnie Milsap                         |
| 2  | Two Sparrows in a Hurricane                       | Tanya Tucker                          |
| 18 | Two-Timin' Me                                     | The Remingtons                        |
| 4  | Warning Labels                                    | Doug Stone                            |
| 2  | Watch Me                                          | Lorrie Morgan                         |
| 12 | We Shall Be Free                                  | Garth Brooks                          |
| 2  | We Tell Ourselves                                 | Clint Black                           |
| 2  | What Kind of Fool Do You Think I Am               | Lee Roy Parnell                       |
| 11 | What Kind of Love                                 | Rodney Crowell                        |
| 7  | Whatcha Gonna Do with a Cowboy                    | Chris LeDoux                          |
| 3  | When It Comes to You                              | John Anderson                         |
| 9  | When She Cries                                    | Restless Heart                        |
| 2  | The Whiskey Ain't Workin‘                         | Travis Tritt with Marty Stuart        |
| 2  | (Without You) What Do I Do with Me                | Tanya Tucker                          |
| 4  | The Woman Before Me                               | Trisha Yearwood                       |
| 9  | A Woman Loves                                     | Steve Wariner                         |
| 5  | Wrong Side of Memphis                             | Trisha Yearwood                       |
| 17 | Yard Sale                                         | Sammy Kershaw                         |
| 5  | You and Forever and Me                            | Little Texas                          |
| 3  | You Can Depend on Me                              | Restless Heart                        |

### Deutschsprachige Singleveröffentlichungen
- Du bist immer auf Achse – Truck Stop
- Ich tanz im Regen – Gudrun Lange und Kactus
- Mami, Mami, er hat nicht gebohrt! – Rainer Bach
- Sie hat geweint – Rainer Bach
- Wenn es Nacht wird in Old Tucson – Truck Stop (Platz 79 der deutschen Charts)[6]
- Wo sind die Frau’n – Tom Astor

## Alben

### Jahres-End-Charts
Dies ist die Top 10 der Year-End-Charts, die vom Billboard-Magazin erhoben wurde.
1. Ropin’ the Winds – Garth Brooks
2. Some Gave All – Billy Ray Cyrus
3. No Fences – Garth Brooks
4. The Chase – Garth Brooks
5. Garth Brooks – Garth Brooks
6. Wynonna – Wynonna
7. For My Broken Heart – Reba McEntire
8. It’s All About to Change – Travis Tritt

### Nummer-Eins-Alben
- 28. Dezember 1991 – Ropin’ the Wind – Garth Brooks
- 18. April – Wynonna  – Wynonna
- 9. Mai – Ropin’ the Wind – Garth Brooks
- 6. Juni – Some Gave All – Billy Ray Cyrus
- 10. Oktober – The Chase – Garth Brooks

### Weitere Alben
Die Auswahl beschränkt sich auf Alben, die in den Country-Billboard-Charts in die Top 20 gekommen sind.
| US | Album                          | Künstler                | Record Label      |
| -- | ------------------------------ | ----------------------- | ----------------- |
| 11 | American Pride                 | Alabama                 | RCA Nashville     |
| 2  | Beyond the Season              | Garth Brooks            | Liberty           |
| 12 | Can't Run from Yourself        | Tanya Tucker            | Liberty           |
| 6  | Chipmunks in Low Places        | Alvin and the Chipmunks | Epic              |
| 6  | Come On Come On                | Mary Chapin Carpenter   | Columbia          |
| 7  | Confederate Railroad           | Confederate Railroad    | Atlantic          |
| 12 | The Dirt Road                  | Sawyer Brown            | Curb              |
| 19 | First Time for Everything      | Little Texas            | Warner Bros.      |
| 19 | From the Heart                 | Doug Stone              | Epic              |
| 9  | Greatest Hits Plus             | Ricky Van Shelton       | Columbia          |
| 14 | Greatest Hits, Vol. 1          | Randy Travis            | Warner Bros.      |
| 20 | Greatest Hits, Vol. 2          | Randy Travis            | Warner Bros.      |
| 2  | The Hard Way                   | Clint Black             | RCA Nashville     |
| 12 | Hearts in Armor                | Trisha Yearwood         | MCA Nashville     |
| 5  | Holding My Own                 | George Strait           | MCA Nashville     |
| 4  | Honeymoon in Vegas Soundtrack  | Various Artists         | Epic              |
| 10 | In This Life                   | Collin Raye             | Epic              |
| 4  | Life's a Dance                 | John Michael Montgomery | Atlantic          |
| 9  | Longnecks & Short Stories      | Mark Chesnutt           | MCA Nashville     |
| 7  | Maverick                       | Hank Williams, Jr.      | Curb/Warner Bros. |
| 20 | Now and Then                   | Michelle Wright         | Arista Nashville  |
| 6  | Read Between the Lines         | Aaron Tippin            | RCA Nashville     |
| 10 | Seminole Wind                  | John Anderson           | BNA               |
| 12 | This One's Gonna Hurt You      | Marty Stuart            | MCA Nashville     |
| 6  | T-R-O-U-B-L-E                  | Travis Tritt            | Warner Bros.      |
| 15 | Watch Me                       | Lorrie Morgan           | BNA               |
| 9  | Whatcha Gonna Do with a Cowboy | Chris LeDoux            | Liberty           |

### Deutschsprachige Albenveröffentlichungen
- Alles klar – Truck Stop
- Asphalt-Cowboy – Nancy Wood (Kompilation)
- Auf meine Art – Rainer Bach
- Boss Band – Joe Hodgkins
- Derf’s a bissle meh sei? – Hank Häberle Jr.
- Eig'ne Wege Geh'n – Larry Schuba & Western Union
- High Noon – Truck Stop
- Rollende Giganten – Tom Astor (Kompilation)
- Wieder mal auf Tour – Jonny Hill (Kompilation)

## Geboren
- 19. Mai: Lainey Wilson
- 15. Juni: Parker McCollum
- 26. Juni: Jennette McCurdy
- 14. Juli: Koe Wetzel
- 23. November: Miley Cyrus, Tochter von Billy Ray Cyrus
- 01. Dezember: Travis Denning

## Gestorben
- 19. Februar: Biff Collie, Country-DJ und Journalist (66)[8]
- 25. Oktober: Roger Miller, Sänger und Songwriter (56)
- 23. November: Roy Acuff, Countrypionier

## Neue Mitglieder der Hall of Fames

### International Bluegrass Music Hall of Fame
- The Stanley Brothers
  - Carter Stanley
  - Ralph Stanley

- Reno and Smiley
  - Don Reno
  - Red Smiley

### Country Music Hall of Fame
- George Jones
- Frances Preston

### Canadian Country Music Hall of Fame
- Carroll Baker
- Gordon Burnett

### Nashville Songwriters Hall of Fame
- Max D. Barnes
- Wayland Holyfield
- Red Lane

## Bedeutende Auszeichnungen

### ARIA Awards
- Best Country Album – Out of the Blue (Anne Kirkpatrick)

### Grammys
- Best Female Country Vocal Performance – Mary Chapin Carpenter – Down At The Twist And Shout
- Best Male Country Vocal Performance – Garth Brooks – Ropin' The Wind
- Best Country Performance By A Duo Or Group – The Judds – Love Can Build A Bridge
- Best Country Collaboration With Vocals – Mark O’Connor, Ricky Skaggs, Steve Wariner & Vince Gill – Restless
- Bestes Darbietung eines Countryinstrumentals (Best Country Instrumental Performance): The New Nashville Cats – Mark O’Connor
- Best Bluegrass Album – Carl Jackson & John Starling – Spring Training
- Best Country Song – John Jarvis, Naomi Judd & Paul Overstreet – Love Can Build A Bridge[9]

### Juno Awards
- Country Male Vocalist of the Year – Gary Fjellgaard
- Country Female Vocalist of the Year – Michelle Wright
- Country Group or Duo of the Year – Tracey Prescott & Lonesome Daddy

### Academy of Country Music Awards
- Entertainer Of The Year – Garth Brooks
- Song Of The Year – Somewhere In My Broken Heart – Billy Dean – Billy Dean, Richard Leigh
- Single Of The Year – Don't Rock The Jukebox – Alan Jackson
- Album Of The Year – Don't Rock The Jukebox – Alan Jackson
- Top Male Vocalist – Garth Brooks
- Top Female Vocalist – Reba McEntire
- Top Vocal Duo – Brooks & Dunn
- Top Vocal Group – Diamond Rio
- Top New Male Vocalist – Billy Dean
- Top New Female Vocalist – Trisha Yearwood
- Top New Vocal Duo Or Group – Brooks & Dunn
- Video Of The Year – Is There Life Out There? – Reba McEntire

### Country Music Association Awards
- Entertainer of the Year – Garth Brooks
- Song Of The Year – Look At Us – Vince Gill / M.D.Barnes
- Single Of The Year – Achy Breaky Heart – Billy Ray Cyrus
- Album Of The Year – Ropin’ The Wind – Garth Brooks
- Male Vocalist Of The Year – Vince Gill
- Female Vocalist Of The Year – Mary Chapin Carpenter
- Vocal Duo Of The Year – Brooks & Dunn
- Vocal Group Of The Year – Diamond Rio
- Musician Of The Year – Mark O’Connor
- Horizon Award – Suzy Bogguss
- Vocal Event Of The Year – Marty Stuart / Travis Tritt
- Music Video Of The Year – Midnight In Montgomery – Alan Jackson

### Billboard Music Awards
- Top Country Song – I Saw the Light – Wynonna Judd
- Top Country Album –  Ropin' the Wind – Garth Brooks

### American Music Awards
- Favorite Country Male Artist – Garth Brooks
- Favorite Country Female Artist – Reba McEntire
- Favorite Country Band/Duo/Group – Alabama
- Favorite Country Album – No Fences – Garth Brooks
- Favorite Country Song – The Thunder Rolls – Garth Brooks
- Favorite Country New Artist – Trisha Yearwood